# NGC 3283
NGC 3283 é uma galáxia lenticular (S0) localizada na direcção da constelação de Vela (constelação). Possui uma declinação de -46° 15' 02" e uma ascensão recta de 10 horas, 31 minutos e 11,2 segundos.
A galáxia NGC 3283 foi descoberta em 3 de Março de 1837 por John Herschel.